# Frida Kahlo
Frida Kahlo, właśc. Magdalena Carmen Frieda Kahlo y Calderón (ur. 6 lipca 1907 w Meksyku, zm. 13 lipca 1954 tamże) – meksykańska malarka, słynąca z autoportretów. Życie Fridy Kahlo rozpoczęło się i zakończyło w Coyoacán w domu zwanym „Niebieskim Domem”.
Sztuka Kahlo przejawia bardzo wiele nawiązań do kultury meksykańskiej i indiańskiej. Z tego powodu często bywa określana jako sztuka naiwna (prymitywizm) bądź folkowa, nierzadko również jako surrealistyczna. Najczęściej poruszaną przez Kahlo tematyką w malarstwie było cierpienie i ból fizyczny. Wynikało to bezpośrednio z jej problemów zdrowotnych ciągnących się od wieku dziecięcego (polio w 6. roku życia), które pogłębiły konsekwencje wypadku komunikacyjnego w okresie nastoletnim. Przez większą część życia związana była z meksykańskim artystą Diego Riverą.

## Życiorys

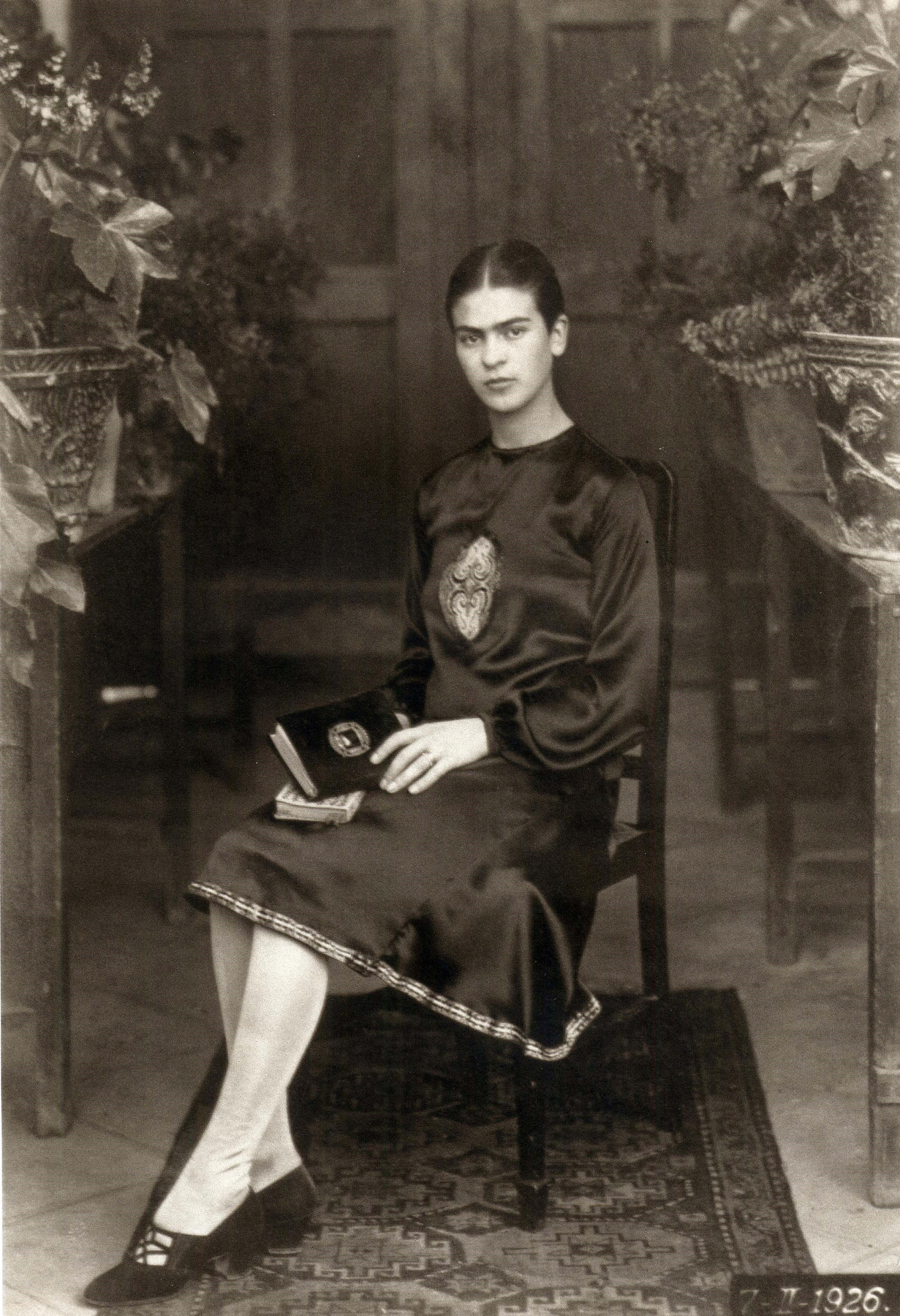
Frida Kahlo w 1926 roku

Urodziła się 6 lipca 1907 w La Casa Azul (Niebieskim domu) w Coyoacán – niewielkim miasteczku na przedmieściach Meksyku. Jej ojciec, Guillermo Kahlo (1871–1941), urodził się jako Carl Wilhelm Kahlo w Pforzheim w Niemczech w protestanckiej rodzinie Heinricha Kahlo i Henrietty Kaufmann. W wieku 19 lat wyjechał do Meksyku i zmienił swoje imię na jego hiszpański odpowiednik – Guillermo. Zajmował się malarstwem i fotografią. Matka Fridy Kahlo, Matilde Calderón y Gonzalez, była gorliwą katoliczką z korzeniami indiańskimi i hiszpańskimi. Zajmowała się domem oraz rodziną.

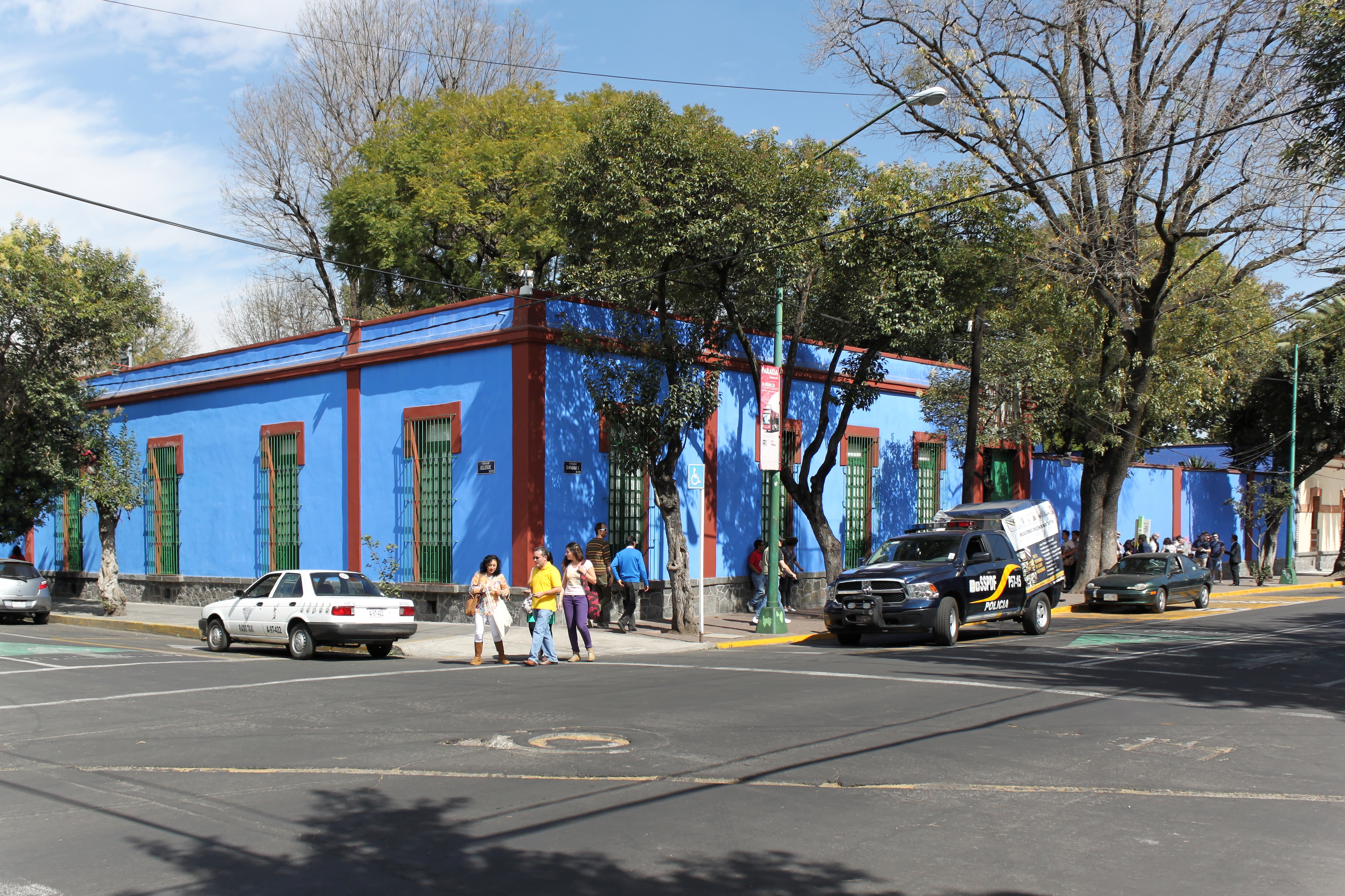
La Casa Azul w Meksyku został w 1957 przekształcony w muzeum

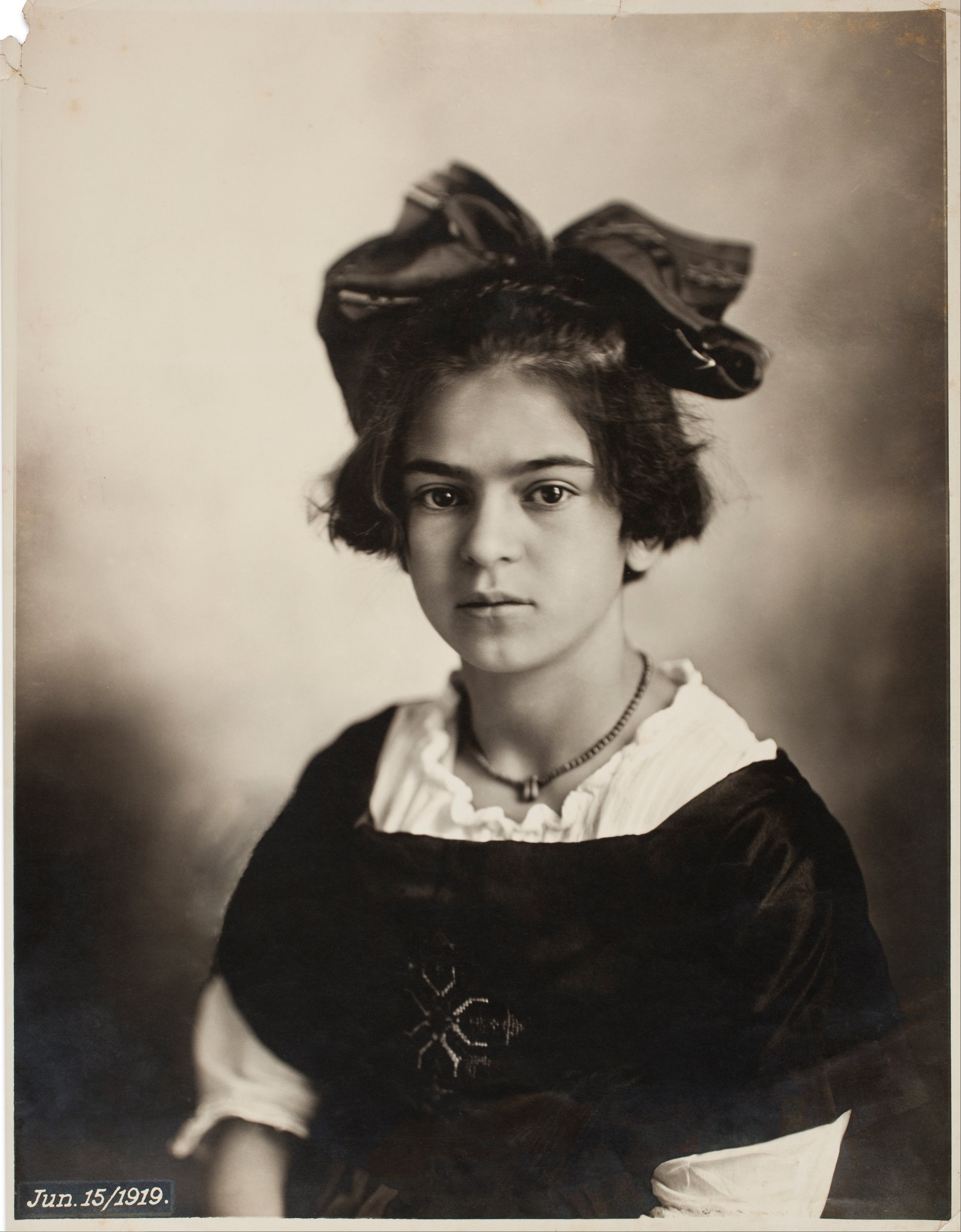
Frida Kahlo w wieku 11 lat, 15 czerwca 1919

Rodzice Fridy Kahlo pobrali się tuż po śmierci pierwszej żony Guillerma, która zmarła w trakcie porodu drugiego dziecka. Pomimo że związek rodziców Fridy nie należał do szczęśliwych, doczekali się potomstwa, w którym Frida była trzecią z czterech córek. Z poprzedniego związku ojca miała również dwie przyrodnie siostry. Niektóre źródła podają, że wychowywały się one wraz z Fridą w jej domu rodzinnym, jednakże według innych zostały odesłane do zakonu. Przez całe swoje życie Frida silniej związana była z ojcem. Matka często nie pochwalała zachowania córki.
W roku 1910, kiedy Frida miała 3 lata, rozpoczęła się meksykańska rewolucja. Późniejsza malarka, chcąc być utożsamiana z postępową i radykalną rewolucją, podawała 7 lipca 1910 jako dzień swoich urodzin. W wieku 6 lat Frida zachorowała na polio, co spowodowało, że jej prawa noga była krótsza niż lewa. W dorosłym życiu próbowała maskować ten defekt, nosząc długie, kolorowe spódnice. Przypuszcza się, że Frida mogła mieć również wrodzoną wadę kręgosłupa w postaci rozszczepu przejawiającego się m.in. deformacją kręgosłupa i dolnych kończyn.
W wieku nastoletnim Frida interesowała się sportem, trenując m.in. boks. W roku 1922 Frida dołączyła do grupy uczniów w jednej z najważniejszych szkół w Meksyku. Była jedną z zaledwie 35 dziewcząt uczęszczających do tej szkoły. Zintegrowała się ze szkolną społecznością i oczarowała swoją osobowością najpopularniejszego ucznia szkoły, Alejandra Gómeza Ariasa, którego wizerunek w przyszłości uwieczniła na jednym z namalowanych przez siebie portretów. W czasach szkolnych była również świadkiem wielu scen zbrojnej przemocy na ulicach Meksyku, związanej z trwającą meksykańską rewolucją. W dniu 17 września 1925 Frida została ofiarą wypadku komunikacyjnego, w którym zderzyły się ze sobą autobus i tramwaj. Znalazła się w grupie najbardziej poszkodowanych pasażerów. W następstwie tego wypadku u dziewczyny doszło do szeregu poważnych urazów: złamania kręgosłupa, złamania obojczyka, połamania żeber, złamania miednicy, 11 złamań prawej nogi, złamania i zwichnięcia prawej stopy, zwichnięcia ramienia. Ponadto stalowy uchwyt poręczy autobusu przebił jej podbrzusze i macicę, co przekreśliło szanse na macierzyństwo. W wyniku odniesionych urazów Frida 3 miesiące spędziła w odlewie gipsowym, którym unieruchomiono jej ciało. W trakcie rekonwalescencji Frida usilnie pracowała nad tym, aby powtórnie stanąć o własnych siłach i nauczyć się chodzić. Pomimo osiągnięcia wyznaczonego przez siebie celu, przez resztę życia doświadczała nawrotów bólu i dolegliwości pourazowych, które nieraz zmuszały ją do pobytu w szpitalu. Z tego powodu przeszła 35 operacji, głównie nakierowanych na usprawnienie prawej nogi, prawej stopy oraz kręgosłupa. W dorosłym życiu Frida Kahlo trzykrotnie zachodziła w ciążę, jednak z uwagi na doznane w wypadku obrażenia ciała nigdy nie doczekała się upragnionego dziecka.

## Twórczość
W czasie przymusowego unieruchomienia po wypadku Frida zainteresowała się malarstwem. Ostatecznie porzuciła szkołę medyczną na rzecz uprawiania sztuki. W trakcie 3-miesięcznego okresu unieruchomienia w gipsie zajęła się tworzeniem autoportretów. Tłumaczyła ten fakt słowami: maluję siebie ponieważ najczęściej przebywam w odosobnieniu i znam dobrze obiekt, który uwieczniam. Aby pomóc córce w rozwijaniu zainteresowań malarstwem, matka zorganizowała jej sztalugi umożliwiające malowanie podczas leżenia w łóżku. Ojciec natomiast pożyczył jej swoje farby olejne i pędzle. Jej prace, często szokujące, obrazują ból i surowe życie kobiet. Wiele z nich (55 spośród 143) to autoportrety pełne osobistej symboliki, często bazującej na odniesieniach do anatomii. Frida mówiła o swojej pracy: nigdy nie maluję fikcji, przedstawiam moje własne życie.
Bardzo duży i pozytywny wpływ na rozwój malarstwa artystki miał Diego Rivera. Frida podziwiała jego sztukę. Poznali się w 1927 w Ministerstwie Edukacji, gdzie Diego pracował nad muralem. Frida zaprezentowała mu 4 ze swoich prac. Diego przyznał, że według niego Frida ma talent. Od tego czasu stał się częstym gościem w domu rodziny Kahlo. Czuwał nad rozwojem talentu Fridy, dając wskazówki i nakierowując, ale też pozostawiał jej wolną wolę i przestrzeń w kształtowaniu twórczości. Wsparcie i pomoc Diega umocniły Fridę w dążeniu do zostania malarką i wierze, że potrafi osiągnąć swoje cele.
W malarstwie Fridy uwidoczniły się wyraźnie wpływy rdzennej kultury meksykańskiej, co przejawia się w dramatycznej symbolice i inspirowanych sztuką ludową elementach. Stosowanie jasnych barw i wyrazistych kresek, cechy realizmu i uproszczone środki wyrazu stosowane do wyrażenia przesłania malowideł stały się jedyną w swoim rodzaju, oryginalną wizytówką Fridy Kahlo, którą doceniono na całym świecie. W swoich pracach Frida częstokroć używała symbolu małpy, która – choć w meksykańskiej kulturze i mitologii utożsamia żądzę i pragnienie – na obrazach malarki przedstawiana była jako delikatna, wrażliwa i chroniąca przed złem postać. Frida eksperymentowała, łącząc w swoich pracach elementy kultury, religii i tradycji meksykańskiej z surrealistycznymi akcentami. Namalowała kilka portretów o bardziej abstrakcyjnym charakterze. Na jednym z nich przedstawiła siebie i swojego męża, Diega.
W 1939 Frida zaprezentowała swoje prace na wystawie w Paryżu. Zaproszenie do podróży, pobytu i wystawy we Francji wystosował André Breton. Muzeum sztuki Luwr doceniło twórczość Fridy, kupując jedną z jej prac „The Frame”. Było to niezwykłe wydarzenie dla całego narodu meksykańskiego – "The Frame" zostało pierwszą pracą meksykańskiego artysty, która została doceniona przez światowej sławy muzeum sztuki. Chociaż prace Kahlo są czasami określane jako surrealistyczne, a sama Kahlo wystawiała je kilkakrotnie wraz z surrealistami europejskimi, sama nie uznawała tej estetyki. Jej zainteresowanie tematyką kobiecą i szczerość ekspresji, dostrzeżone przez ruch feministyczny, spowodowały, że stała się jego symbolem w ostatnich latach XX w.

## Feminizm
Poprzez tematykę, jaką podejmowała w swoich obrazach (aborcja, śmierć, samotność, choroba, fizjologia, gender, ukazywanie kobiecej nagości, poronień, przemocy, zdrady, lesbianizmu, niedoskonałości ludzkiego ciała oraz obrazoburczych opinii, erotyzmu, patriotyzmu czy fascynacji politycznych), Frida Kahlo nadała współczesnej sztuce feministycznej nowy kierunek. Jej dzieła nie pozwalają bowiem na seksualizację kobiety czy voyeuryzm, gdzie wizja świata oparta jest na przeświadczeniu, że to płeć żeńska, w pełni uprzedmiotowiona przez mężczyznę, staje się biernym obiektem, a nie aktywnym obserwatorem rzeczywistości, w której funkcjonuje i pełni konkretne role. Jej sztuka to symbol ciągłej walki i sprzeciwu wobec przyjętych reguł dominującej ideologii, lekceważącej znaczenie i potencjał kobiety, a eksponowanie na obrazach ludzkiej krwi to przejaw emancypacji. Artystka tym samym stworzyła (nie tylko meksykańskim) kobietom możliwość autoekspresji, przerwania milczenia, uwolnienia się od tłamszących oczekiwań społeczeństwa oraz osiągnięcia statusu podmiotu, a nie, jak do tej pory, sztucznie wykreowanego przez kulturę przedmiotu.
W swojej sztuce malarka nie tylko krytykowała fallocentryzm, ale także filozofię androcentryzmu, co możemy zauważyć w autoportrecie "La columna rota". Według badaczki Hayden Herrery namalowany w stylu jońskim filar symbolizuje złamany fallus oraz penetrację rozumianą dosłownie i metaforycznie jako ingerencję i wpływ na życie artystki tragicznego w skutkach wypadku drogowego, rozwijającej się medycyny i ustroju patriarchatu. Oprócz ukazania swojego fizycznego i psychicznego cierpienia, malarka chciała jednocześnie wyrazić swoją opinię dotyczącą wyżej wymienionych ideologii, które w jej mniemaniu nigdy nie mogłyby zdefiniować jej jako artystki i kobiety. Ponadto wybór greckiej kolumny nie był bynajmniej losowy, gdyż klasyczne kanony piękna ustanowione już w starożytnej Grecji wykorzystywały w architekturze geometrycznie perfekcyjne i idealnie symetryczne kolumny. Miały one przypominać kobiece kształty. Artystka, na swój oryginalny sposób, przeciwstawiła się wielowiekowej tradycji i stworzyła swój własny model postrzegania kobiecego ciała oraz pojmowania atrakcyjności i brzydoty.
Frida, poprzez przedstawianie na obrazach tabu swojej epoki, zanegowała system praw rządzący patriarchatem, który przekształcił kobietę w istotę pasywną, zależną od mężczyzny oraz przypisaną do domowego ogniska, prac domowych i konkretnych ról społecznych, to jest żony i matki. Stąd też światowa marka malarki jest głównie zauważalna w zagadnieniach współczesnego feminizmu odnoszących się do płci, rasy oraz etniczności. Frida pokazywała zależność między jej własnym subiektywnym odbiorem świata a systemem gender, wewnątrz którego tworzyła, systemem, który tępił osobistą, kobiecą ekspresję.

### Teoria antyfeministyczna
Niektórzy są zdania, iż Kahlo została błędnie przekształcona w obiekt kultu i symbol feminizmu, do takiego stopnia, że współczesna krytyka zaczęła postrzegać jej dzieła tylko i wyłącznie w nawiązaniu do jej osobistego życia. Zauważa się także, iż to André Bretón wyznaczył aktualne do tej pory kierunki badań i interpretacji obrazów malarki przez jej biografię, nurt surrealizmu, politykę, sztukę popularną i feminizm. Poskutkowało to znacznym umniejszeniem pola semantycznego jej prac, gdyż zapomniano o analizie skomplikowanej struktury trasmedialności oraz bogatego świata artystycznego pełnego nieoczywistej symboliki i odniesień kulturowych przedstawionych w dziełach Kahlo. Jednakowoż ten fakt nieustannie jest weryfikowany przez wielu badaczy, takich jak: Alfonso de Toro, Uta Felten, Claudia Gronemann, René Ceballos czy Ortrud Westheider. Świat zmienia przesłanie dzieł malarki według aktualnie popularnej ideologii i norm, zapominając o samej Kahlo i jej przekonaniach. Badacze twierdzą, że wiele cech, które są przypisywane dziełom Fridy, wydaje się dosyć dyskusyjna. Jest wśród nich m.in. postrzeganie Fridy jako feministki. Żadna z jej prac, czy to malarska, czy pisemna, nie przedstawiała w swoim przesłaniu treści zaangażowanej ideologicznie, jednak nie da się ukryć, iż artystka była kobietą wyemancypowaną, tak w sferze publicznej, jak i artystycznej.

### Koncepcje profeministyczne
Badacze negujący powyższą teorię używają jako argumentu fakt, iż w całej sztuce Kahlo można zauważyć oczywiste upolitycznienie i udramatyzowanie ciała poprzez ukazywanie kobiety w sposób zupełnie odbiegający od przyjętych do tej pory norm patriarchatu. Do niedawna płeć żeńska była zdefiniowana przez mężczyznę i, cytując Simone de Beauvoir, traktowana jako pozbawiony jakiejkolwiek transcendencji, reprezentacyjny i przypisany kategorii „inności” przedmiot, esencja tego, co nieistotne i odmienne. Frida poprzez dobór tematów podejmowanych przez nią na płótnie stanowi ewidentny kontrprzykład wobec wszystkich wymienionych wyżej cech. Artystka, profanując sacrum swoich czasów, które ściśle wiązało się z seksualnością, erotyką i kobiecym ciałem, zdołała uwolnić się od znormalizowanego, zniewolonego i narzuconego poprzez schematy socjo-kulturowe i historyczne „ja”. Z powodu niechęci do podporządkowywania się ciasnemu i tłamszącemu gorsetowi tradycji, estetyki i kultury stworzyła podmiot, którego cechował bunt, wolność i niezależność. Jej sztuka, oddana i prospołeczna, będąc w kontrze do idei przyświecających burżuazji, łączyła się z ludem, a poprzez prezentowanie flag narodowych, gołębi pokoju, Karola Marksa czy Józefa Stalina, ukazywała oczywiste zamiłowanie do ideologii komunizmu. Niemniej jednak poprzez zastosowaną przez artystkę technikę malarską i kompozycję dzieła jej autorstwa stanowią równocześnie przykład malowidła ściennego oraz malarstwa narodowego Meksyku XX w.. Frida Kahlo była jedną z pierwszych kobiet, które poprzez swoją sztukę wyrażały własną, niezależną tożsamość oraz indywidualny punkt widzenia, odrzucając tym samym wizję tego, co do tej pory mylnie uznawane było za „feministyczne”. Kahlo była jedną z tych artystek, które przyczyniły się do stworzenia nowego typu kobiecej tożsamości i przez wielu została uznana jako prekursorka ruchów emancypacyjnych. Malarka stała się nie tylko symbolem feminizmu, ale także przykładem osobistego i seksualnego wyzwolenia, zwłaszcza dla środowisk LGBT, co można zauważyć na wielu stronach i forach internetowych, gdzie członkowie tej społeczności dają wyraz swoim odczuciom względem artystki. Frida Kahlo poprzez swój styl życia i formę wyrazu swojej sztuki nieświadomie stała się jedną z pierwszych meksykańskich protofeministek i po dziś dzień dla wielu jest jedną z ważniejszych ikon tego ruchu społecznego.

## Życie prywatne

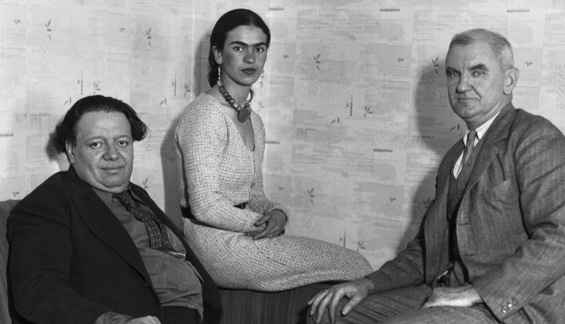
Frida z mężem Diego Riverą

Znajomość i współpraca na polu twórczym z artystą Diego Riverą zaowocowała uczuciem, które w roku 1929 uświęcił związek małżeński. Pomimo dezaprobaty matki Frida postanowiła poślubić swojego nauczyciela i przewodnika. Małżeństwo było burzliwe. Para często spierała się i godziła; oboje mieli silne, nieustępliwe i porywcze charaktery. Frida zabiegała o dziecko. W 1930 poroniła. Jej stan zdrowia stale się pogarszał. W 1932, po przeprowadzce pary do Detroit, poroniła po raz kolejny. Stworzyła wówczas wzruszający obraz odzwierciedlający to zdarzenie pt. "Henry Ford Hospital". Rozpacz tego doświadczenia pogłębiła dodatkowo śmierć jej matki.
Biseksualna Frida miewała romanse, m.in. z Josephine Baker, Isamu Noguchi, dr Leo Eloesser (w 1931). Diego tolerował skoki w bok żony, jeśli wiązała się z kobietami – o kochanków był zazdrosny. Sam również nie stronił od przelotnych znajomości i miłostek. Nawiązał romans m.in. z młodszą siostrą Fridy, Cristiną, co bardzo zraniło i rozgniewało artystkę. Para rozwiodła się w listopadzie 1939, aby powrócić do siebie w grudniu 1940. Zawarli drugie małżeństwo. Ich drugi formalny związek nie był lepszy od pierwszego w kwestii porozumienia i współżycia. Para często zatem mieszkała w osobnych mieszkaniach, ale „po sąsiedzku”.

## Późne lata i śmierć
W 1937 zaangażowana politycznie komunistka Frida udostępniła Lwowi Trockiemu i jego żonie swój dom. Radziecki polityk uzyskał wówczas w Meksyku azyl polityczny. Kahlo nawiązała z nim romans. Po jego ujawnieniu Trocki wraz z żoną przenieśli się do innej rezydencji w Coyoacán. Niedługo potem w 1940 polityk został zamordowany na rozkaz Stalina (prawdopodobnie na terenie posiadłości Fridy). W międzyczasie, w 1938, Frida Kahlo miała swoją pierwszą wystawę obrazów w galerii Julien Levy w Nowym Jorku i odniosła sukces. Tam też powstał wtedy jej pierwszy kolorowy portret autorstwa amerykańskiego pioniera fotografii barwnej Nickolasa Muraya, który był jej kochankiem. Następna wystawa w Paryżu nie spotkała się z entuzjazmem odbiorców. Frida poznała surrealistów, ale była rozczarowana ich twórczością.
W 1941 ojciec Fridy zmarł na atak serca. W 1942 Frida zaczęła prowadzić dziennik, który stał się cennym źródłem informacji o niej. W 1950 przeszła siedem operacji kręgosłupa, co zmusiło ją do korzystania z wózka inwalidzkiego. W szpitalu spędziła dziewięć miesięcy. Zażywała silne leki przeciwbólowe, co odbiło się na jej malarstwie.
W roku 1953, Rovera zorganizował dla swojej żony samodzielną wystawę w ich rodzinnym kraju. Tego dnia Frida była tak chora, że lekarze zabronili jej wstawać z łóżka. Ostatecznie uczestniczyła w wystawie, gdyż przywiozła ją karetka na sygnale i wniosła ją na jej własnym łóżku. 
Z każdym dniem jej stan się pogarszał. Kiedy już była naprawdę chora, nadal chciała żyć pełnią życia. 2 lipca 1954 roku przybyła na wózku inwalidzkim na spotkanie polityczne. Spowodowało to pogorszenie stanu zdrowia malarki.
Frida Kahlo zmarła 13 lipca 1954. Na kilka dni przed śmiercią napisała w swoim pamiętniku: Ufam, że odejdę bez żalu i że już tu więcej nie wrócę – Frida. Oficjalnym powodem śmierci artystki była zatorowość płucna, ale przypuszcza się, że do śmierci mogło dojść z powodu świadomego lub nie przedawkowania leków. Nie wykonano sekcji zwłok. Frida w ostatnich latach życia była bardzo słabego zdrowia. Z powodu gangreny amputowano jej prawą nogę (do wysokości kolana). Przed śmiercią chorowała także na zapalenie oskrzeli, co dodatkowo ją osłabiło.
Diego Rivera w swojej autobiografii podkreślił, że dzień, w którym Frida umarła, był najbardziej tragicznym dniem jego życia i dopiero wówczas zrozumiał, że najwspanialszą częścią jego życia była żona i miłość do niej.
Urna z prochami Fridy spoczęła w jej rodzinnym "Niebieskim Domu", który obecnie pełni funkcję muzeum prezentującego dorobek artystyczny Fridy oraz pamiątki związane z malarką.

## Uznanie pośmiertne
Poza uznaniem, jakie Frida zyskała we francuskim Luwrze, jej prace nie cieszyły się popularnością przez dekady po jej śmierci. Najczęściej jej osoba kojarzona była z osobą Diego Rivery. Frida była znana jako żona znakomitego artysty. Taki stan rzeczy trwał do wczesnych lat 80., kiedy w sztuce malarskiej pojawiło się pojęcie nurtu neomeksykańskiego. Należy podkreślić, że w wykreowaniu nowego stylu pomogli meksykańscy artyści, m.in. Abraham Ángel i Ángel Zárraga, których surowe, wyraziste prace, opierające się na założeniach stylu Fridy, zostały opublikowane w kalendarzu z klasycznym malarstwem Jesusa Helguery. Niedługo potem Peter Wollen i Laura Mulvey zorganizowali w kilku miejscach (Londyn – maj 1982 w Whitechapel Gallery, a ponadto Szwecja, Niemcy, Manhattan, Meksyk) wystawę prac Fridy, które przedstawiano z pracami cenionej i popularnej wówczas Tiny Modotti.
W 1983 miała miejsce premiera filmu pt. „Frida, naturaleza viva”, który odniósł wielki sukces i wzbudził kolejne fale zainteresowania dla twórczości malarki. W rolę Fridy w filmie wcieliła się Ofelia Medina, a w rolę Diego – Juan José Gurrola. Film wyreżyserował Paul Leduc. W tym samym czasie ukazała się biografia Fridy wydana przez Haydena Herrera. Książka stała się światowym bestsellerem. Osobą malarki zainteresowali się Teresa del Conde oraz Jorge Alberto Manrique, którzy poświęcili jej miejsce w książkach dotyczących sztuki meksykańskiej.
W latach 1990–1991 obraz Fridy „Diego on my Mind” z 1943 prezentowany był w Metropolitan Museum of Arts Mexico w ramach wystawy „Splendors of Thirty Centuries”. W 1991 w Filadelfii wystawiono operę pt. „Frida” zaaranżowaną przez Roberta Xaviera Rodrigueza. W 1994 amerykański muzyk James Newton wydał płytę pt. „Suite for Frida Kahlo”. W dniu 21 czerwca 2001 twarz Fridy pojawiła się na amerykańskim znaczku pocztowym. W 2005 na wystawie w Londynie zgromadzono 87 prac Fridy. W 2006 praca „Roots” z 1943 pobiła rekord najwyższej ceny uzyskanej dla obrazu latynoamerykańskiego artysty. Sprzedano ją za 5,6 miliona dolarów. W 2009 wydano powieść „The Lacuna” autorstwa Barbary Kingsolver. Publikacja skupiała się zwłaszcza na uczuciowej sferze życia Fridy: opisano w niej życie artystki z mężem Diego Riverą oraz jej romans z Trockim.
W rocznicę urodzin malarki 6 lipca 2010 Google dla uczczenia jej pamięci wplotło podobiznę Fridy w swoje logo, a jego czcionkę zastąpiło bardziej folkową, przywołującą na myśl styl malarki. Z kolei 30 sierpnia 2010 Bank Meksyku wyemitował banknot o nominale 500 peso, na odwrocie którego znajdowała się podobizna Fridy wraz z jej obrazem „Love’s Embrace of the Universe, Earth (Mexico), I, Diego, and Mr. Xólotl”, podczas gdy na drugiej stronie banknotu umieszczono podobiznę Diego. W 2008 na największym festiwalu sztuki w Edynburgu (Edinburgh Festival Fringe) przedstawiono sztukę o życiu Fridy pt. „Frida Kahlo: Viva la vida!”. Autorem był Meksykanin Humberto Robles, a aranżacją zajął się Gael Le Cornec. Przedstawienie otrzymało Nagrodę Artystycznej Doskonałości i nominację dla najlepszego żeńskiego przedstawienia na Brighton Festival Fringe w 2009. Wystawa pt. „Frida Kahlo and Diego Rivera: Masterpieces from the Gelman Collection” obejmująca prace Fridy i Diego prezentowane były od 9 lipca do 2 października 2011 w Pallant House Gallery w Chichester (West Sussex). Wystawa ta była wyjątkowa z uwagi na fakt, że zgromadziła w jednym miejscu dzieła dwóch centralnych postaci meksykańskiego modernizmu.
W 2017 w 110. rocznicę urodzin artystki odbyła się w Polsce prapremiera sztuki teatralnej autorstwa Jakuba Przebindowskiego "Frida. Życie Sztuka Rewolucja". To pierwszy polski tekst dramaturgiczny inspirowany życiem i twórczością Fridy Kahlo. Spektakl pod honorowym patronatem Ambasady Meksyku w Polsce. W roli tytułowej wystąpiła aktorka i malarka Martyna Kliszewska. W tym samym roku w Centrum Kultury Zamek w Poznaniu zorganizowano wystawę „Frida Kahlo i Diego Rivera. Polski kontekst”, na której oprócz prac Fridy i Diego zaprezentowano fotografie przyjaciółki Fridy pochodzącej z Grajewa, Benice Kolko, prace uczennicy Fridy i Diego, Fanny Rabel, artystki polsko-żydowskiego pochodzenia, jak również materiały poświęcone Wystawie Sztuki Meksykańskiej w Polsce, która odbyła się w Warszawie w 1955.

## Obchody stulecia urodzin
Obchody stulecia urodzin malarki uczczone zostały wielką wystawą zorganizowaną w Meksyku w Palacio de Bellas Artes w okresie 13 czerwca–12 sierpnia 2007. Specjalnie na ten cel wypożyczono prace artystki ze zbiorów znajdujących się m.in. w Detroit, Minneapolis, Miami, Los Angeles, San Francisco i Nagoyi (Japonia). Na wystawie zaprezentowano jedną trzecią dorobku malarskiego Fridy, uzupełniono ją listami i manuskryptami wcześniej niepublikowanymi.
W 2008 ponad 40 autoportretów Fridy zaprezentowano w Stanach Zjednoczonych w Walker Art Center w Minneapolis, The Philadelphia Museum of Art, The San Francisco Museum of Modern Art i innych miejscach.
W 2010 minęło 100 lat od daty urodzin podawanej przez artystkę. Wystawa „Frida Kahlo w retrospektywie” pokazana w The Walter-Gropius-Bau w Berlinie w okresie 30 kwietnia–9 sierpnia 2010 zgromadziła ponad 120 jej szkiców i obrazów, w tym kilka wcześniej niepokazywanych publicznie. Berlin przypisał sobie wówczas rolę głównego i najważniejszego organizatora uroczystości stulecia urodzin malarki.

## Obecność w popkulturze
W 2002 premierę miał biograficzny film pt. „Frida” z Salmą Hayek w roli głównej. Film przyniósł 58 milionów dolarów zysku i został oparty na biografii autorstwa Haydena Herrera.
Florence Welch z grupy muzycznej Florence and The Machine zainspirowana obrazem Fridy pt. „What The Water Gave Me” skomponowała piosenkę o takim samym tytule. Brytyjska grupa Coldplay, zainspirowana obrazem Fridy Kahlo, napisała również utwór „Viva la Vida”, która stała się głównym singlem albumu „Viva la Vida or Death and All His Friends”.
W 2016 powstała australijska animacja Femme Enfant, oparta na biografii Fridy Kahlo. W 2017 postać Fridy pojawiła się w filmie animowanym Coco.
W 2019 zapowiedziano powstanie animacji poświęconej jej życiu. Przygotowaniem zajmuje się Lupus Films z Londynu. W 2021 zapowiedziano produkcję serialu jej poświęconego, który wyprodukują CIC Media i Frida Kahlo Corporation.
Frida Kahlo jest bohaterką wielu herstorycznych publikacji, głównie przeznaczonych dla dziewczynek.
Od 2021 roku w Teatrze Współczesnym w Krakowie wystawiana jest sztuka teatralna „Frida” – autor: Nika Jasturn, reżyseria: Jan Naturski. Spektakl poświęcony jest życiu i twórczości malarki.

## Muzeum Niebieski Dom

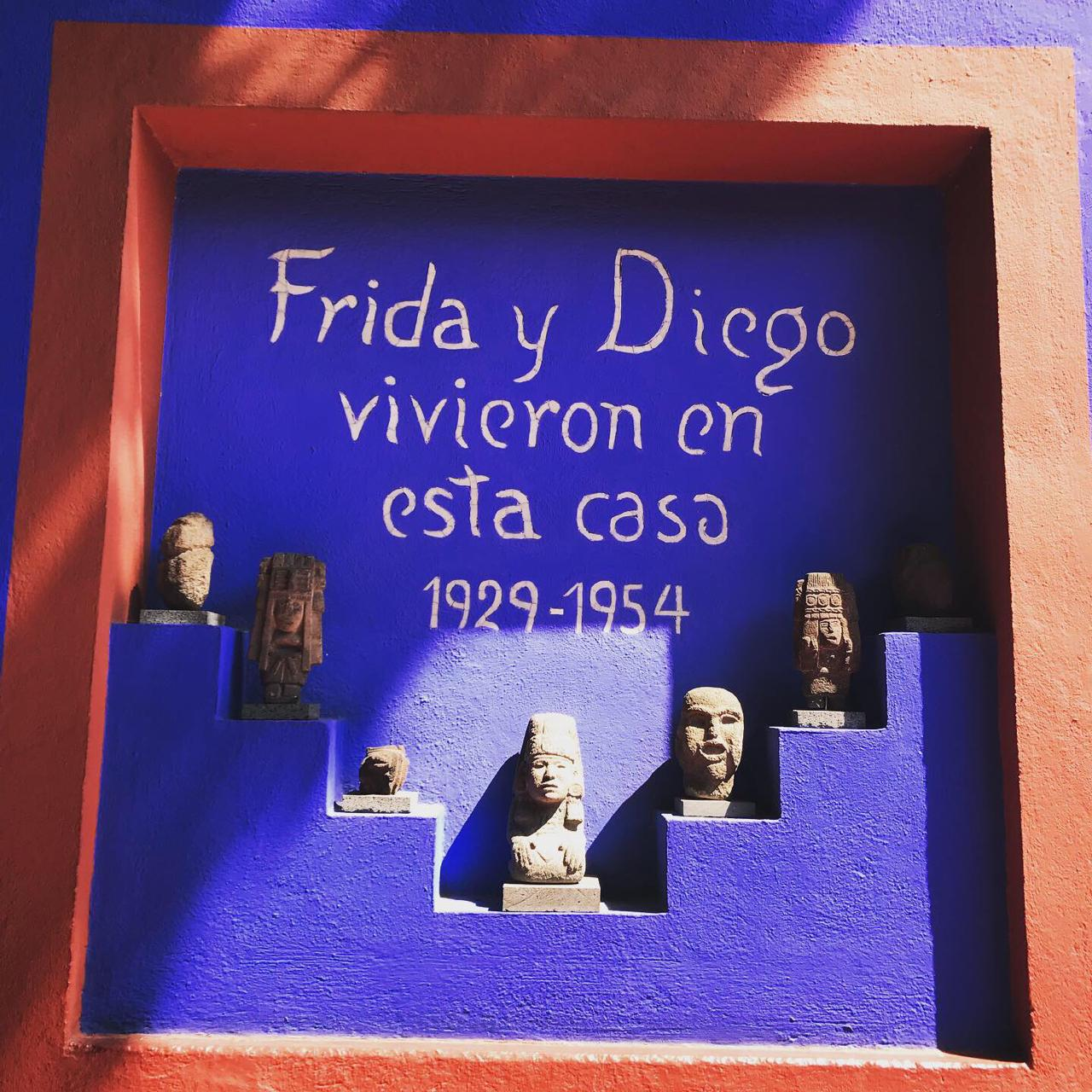
Napis na patio muzeum Casa Azul

Po śmierci Fridy Diego Rivera utrzymywał jej rodzinny dom aż do czasu swojej śmierci w 1957.
W 1959 w rodzinnym „Niebieskim Domu” Fridy (wybudowanym w 1907 przez jej ojca Guillermo Kahlo) zorganizowano muzeum poświęcone jej osobie i twórczości. Podczas przebudowy w ściennej szafie tego domu znaleziono 180 strojów z regionu Oaxaca (w takim stylu malowała autoportrety), jak również kolczyki od Picassa, szale, buty i biżuterię. Latem 2007 znaleziska te towarzyszyły zorganizowanej z okazji 100. rocznicy urodzin artystki wystawie.

## Wybrane obrazy
- Autoportret w aksamitnej sukni (1926)
- Autobus (1929)
- Frieda i Diego Rivera (1931)
- Henry Ford Hospital (1932)
- Autoportret na granicy Meksyku ze Stanami Zjednoczonymi (1932)
- Moje narodziny (1932)
- Moja suknia tam wisi (1933)
- Kilka małych ukłuć (1935)
- Moi rodzice, moi dziadkowie i ja (1936)
- Co widziałam w wodzie (1938)
- Czterej mieszkańcy Meksyku (1938)
- Samobójstwo Dorothy Hale (1938-1939)
- Dwie Fridy (1939)
- Dwie nagie kobiety w lesie (1939)
- Autoportret z obciętymi włosami (1940)
- Sen (Łóżko) (1940)
- Złamana kolumna (1944)
- Mojżesz (Jądro stworzenia) (1945)
- Niech żyje życie (Viva la vida) (1954)